# Cúpula pentagonal giralongada
Em geometria, a cúpula pentagonal giralongada é um dos sólidos de Johnson (J24). Como seu nome sugere, pode ser construída giralongando-se uma cúpula pentagonal (J5) mediante a fixação de um antiprisma decagonal em sua base. Também pode ser vista como uma bicúpula pentagonal giralongada (J46) que tenha sido retirada uma cúpula pentagonal.